# Santa Cruz de la Sierra
Santa Cruz de la Sierra este cel mai mare oras al Boliviei.

## Istoric
Santa Cruz de la Sierra a fost fondat în data de 26 februarie 1561.

## Geografie
Orașul Santa Cruz de la Sierra este localizat în partea central-estică a Boliviei, la o altitudine medie de 416m. Este capitala departamentului Santa Cruz din provincia Andrés Ibañez.
Acoperă o suprafață de aproximativ 325 km2, iar populția înregistrată în 2006 este de 1.528.684 de locuitori.